# Polyptychia fasciculosa
Polyptychia fasciculosa är en fjärilsart som beskrevs av Felder 1868. Polyptychia fasciculosa ingår i släktet Polyptychia och familjen tandspinnare. Inga underarter finns listade i Catalogue of Life.